# حنش زهري
حنش زهرِي (الاسم العلمي:Coluber florulentus) هو نوع من الزواحف يتبع جنس الحنش من فصيلة الأحناش.